# Die jungen Tiger von Hongkong
Die jungen Tiger von Hongkong ist ein deutscher Action- und Abenteuerfilm mit Sex- and Crime-Elementen aus dem Jahre 1969 von Ernst Hofbauer.

## Handlung
Der aus Vietnam desertierte US-Testpilot Rodney Anderson ist nach Hongkong gekommen, um seine Frau, die als Fotomodell arbeitet, zu suchen. Es hat den Anschein, dass sie mit ihrem Fotografen durchgebrannt ist. Ihr letztes Lebenszeichen kam aus der britischen Kronkolonie. Andersons erste Spur führt in den berüchtigten „Schocker-Club“, der von einer ziemlich üblen und reichen Type namens Walter Hinrichs geführt wird. Gemeinsam mit seinen Anhängern, eine Bande gelangweilter, verzogener Upper-Class-Bengels, vertreibt er sich mit ebenso gefährlichen wie infantilen Mutproben wie etwa „Russisch Roulette“, die ihnen einen Kick geben, die Zeit. Diese Spinnereien der „jungen Tiger“ nehmen bald derart Formen an, dass sich die Hongkonger Polizei genötigt sieht, den „Schocker-Club“ und dessen Mitgliedern unter Beobachtung zu stellen.
Der Bande gegenüber steht eine veritable Verbrecherorganisation, die sich dem Mädchen- und Drogenhandel verschrieben hat und auch sonst eine wichtige Rolle im organisierten Verbrechen die Fäden hält. Kopf dieses Verbrecherringes ist ein gewisser Konsul van Dreegen, der gleichzeitig Vater des „Schocker-Clublers“ Karl van Dreegen ist. Anderson, gemeinsam mit seinem alten Freund Bob noch immer auf der Suche nach seiner Frau, gerät zwischen die Fronten und lernt dabei im „Roxy Club“ die junge Stripteasetänzerin Ann kennen. Er ahnt nicht, dass die kurvenreiche Blondine in Diensten des alten van Dreegen steht. Für ihre Taten muss sie jedoch mit schweren Misshandlungen -- sie wird ausgepeitscht -- bezahlen. Bald geraten die beiden Banden schwer einander, und die Verbrecherbande zeigt den jungen Schnöseln rasch, wie sich wirkliche Gangster verhalten.

## Produktionsnotizen
Die jungen Tiger von Hongkong entstand im Frühjahr 1969 vor Ort in Hongkong, passierte die FSK-Prüfung am 26. Juni 1969 und wurde am 25. Juli 1969 uraufgeführt.
Ludwig Spitaler hatte die Herstellungsleitung. Walter Boos assistierte Regisseur Hofbauer. Die Filmbauten entwarf Peter Rothe.

## Kritik
„Die reichen, jungen Nichtsnutze der fernöstlichen Gaunermetropole haben nichts anderes vor, als sich aus purer Langeweile gegenseitig umzubringen. Als sie aber den Sohn eines Gangsterfürsten zu Tode quälen, geht es Ihnen an den Kragen. Doch auch der Herrscher über Rauschgift, willige Mädchen, böse Killer muß um sein Leben bangen, denn er gerät wieder in das Schußfeld des Helden vom Dienst. Ein Streifen der üblichen Krimimasche, in dem die Spannung aber nicht zu kurz kommt.“

Im Lexikon des Internationalen Films heißt es: „Das vorgebliche Verständnis für den Protest der Jugend gegen die verrottete Erwachsenenwelt dient nur als Alibi für eine massive Aneinanderreihung von sadistischen Brutalitäten und Sex-Einlagen.“